# FastCompany.com's Most Influential Women in Technology
FastCompany.com's Most Influential Women in Technology er en liste over kvinder, der har gjort sig bemærket inden for teknologi. Listen udkom i 2009, 2010 og 2011. Et antal kvinder er på listerne flere år, og én, Marissa Mayer, er på listen alle tre år.
De udvalgte kvinder er opdelt i grupper – lidt forskellige fra år til år. Alle tre år er Executives, Gamers, Brainiacs og Entrepreneurs med. Bloggers (2009) blev erstattet med Media (2010 og 2011), og Activists og Evangelists blev i 2011 samlet til Advocates. I 2012 blev listen erstattet af den bredere League of Extraordinary Women.
| Navn                       | 2009          | 2010          | 2011          |
| -------------------------- | ------------- | ------------- | ------------- |
| Genevieve Bell             | Executives    | Executives    |               |
| Sandy Carter               | Executives    |               |               |
| Safra Catz                 | Executives    |               |               |
| Susan Decker               | Executives    |               |               |
| Andrea Jung                | Executives    |               |               |
| Julie Larson-Green         | Executives    |               |               |
| Ann Livermore              | Executives    | Executives    |               |
| Marissa Mayer              | Executives    | Executives    | Executives    |
| Sheryl Sandberg            | Executives    | Executives    |               |
| Linda Sanford              | Executives    |               |               |
| Megan Smith                | Executives    |               |               |
| Stephanie Tilenius         | Executives    |               |               |
| Sophie Vandebroek          | Executives    |               |               |
| Padmasree Warrior          | Executives    |               |               |
| Paulina Bozek              | Gamers        |               |               |
| Lucy Bradshaw              | Gamers        | Gamers        |               |
| Sara de Freitas            | Gamers        | Gamers        |               |
| Denise Fulton              | Gamers        |               |               |
| Morgan Romine              | Gamers        |               |               |
| Yvette J. Alberdingk Thijm | Activists     |               |               |
| Dana Bourland              | Activists     |               |               |
| Beth Kanter                | Activists     |               |               |
| Darlene Liebman            | Activists     | Media         |               |
| Ellen Miller               | Activists     | Activists     |               |
| Nancy Brown                | Brainiacs     |               |               |
| Helen Grenier              | Brainiacs     |               |               |
| Susan Landau               | Brainiacs     |               |               |
| Esther Takeuchi            | Brainiacs     |               |               |
| Jill Tarter                | Brainiacs     | Brainiacs     |               |
| Gina Bianchini             | Entrepreneurs |               |               |
| Caterina Fake              | Entrepreneurs | Entrepreneurs |               |
| Eileen Gittins             | Entrepreneurs |               |               |
| Sandy Jen                  | Entrepreneurs |               |               |
| Elaine Wherry              | Entrepreneurs |               |               |
| Mary Lou Jepsen            | Entrepreneurs |               |               |
| Alicia Morga               | Entrepreneurs |               |               |
| Kim Polese                 | Entrepreneurs |               |               |
| Tina Sharkey               | Entrepreneurs | Entrepreneurs |               |
| Rashmi Sinha               | Entrepreneurs |               |               |
| Mena Trott                 | Entrepreneurs |               |               |
| Louise Wannier             | Entrepreneurs |               |               |
| Mitchell Baker             | Evangelists   |               |               |
| Danah Boyd                 | Evangelists   |               |               |
| Red Burns                  | Evangelists   |               |               |
| Susan Crawford             | Evangelists   |               |               |
| Esther Dyson               | Evangelists   |               |               |
| Kaliya Hamlin              | Evangelists   |               |               |
| Tara Hunt                  | Evangelists   |               |               |
| Charlene Li                | Evangelists   |               |               |
| Mary Meeker                | Evangelists   |               | Executives    |
| Heather Armstrong          | Bloggers      |               |               |
| Elisa Camahort Page        | Bloggers      |               |               |
| Jory Des Jardins           | Bloggers      |               |               |
| Lisa Stone                 | Bloggers      | Media         |               |
| Shai Coggins               | Bloggers      |               |               |
| Justine Ezarik             | Bloggers      |               |               |
| Anastasia Goodstein        | Bloggers      |               |               |
| Arianna Huffington         | Bloggers      |               |               |
| Xeni Jardin                | Bloggers      |               |               |
| Helen Philpot              | Bloggers      |               |               |
| Margaret Schmechtman       | Bloggers      |               |               |
| Corvida Raven              | Bloggers      |               |               |
| Aliza Sherman              | Bloggers      |               |               |
| Gina Trapani               | Bloggers      | Evangelists   |               |
| Jen Bekman                 |               | Entrepreneurs |               |
| Clara Shih                 |               | Entrepreneurs |               |
| Claire Boonstra            |               | Entrepreneurs |               |
| Danae Ringelmann           |               | Entrepreneurs |               |
| Sam Reich-Dagnen           |               | Entrepreneurs |               |
| Tan Le                     |               | Entrepreneurs |               |
| Elizabeth Stark            |               | Brainiacs     |               |
| Sheila Campbell            |               | Brainiacs     |               |
| Melissa Hathway            |               | Brainiacs     |               |
| Jayne Poynter              |               | Brainiacs     |               |
| Amber Case                 |               | Brainiacs     |               |
| Fernanda Viegas            |               | Brainiacs     |               |
| Robin Murphy               |               | Brainiacs     | Brainiacs     |
| Maria Alovert              |               | Brainiacs     |               |
| Alexis Ringwald            |               | Brainiacs     |               |
| Susan Lyne                 |               | Executives    |               |
| Julie Lee                  |               | Executives    |               |
| Ursula Burns               |               | Executives    |               |
| Rebecca Parsons            |               | Executives    |               |
| Virginia Rometty           |               | Executives    |               |
| Carol Bartz                |               | Executives    |               |
| Teresa Carlson             |               | Executives    |               |
| Judy McGrath               |               | Executives    |               |
| Sheila Krumholz            |               | Activists     |               |
| Leslie Harris              |               | Activists     |               |
| Leila Chirayath Janah      |               | Activists     |               |
| Jessica Jackley            |               | Activists     |               |
| Cheryl Contee              |               | Activists     |               |
| Sarah Durham               |               | Activists     |               |
| Gwen Bell                  |               | Activists     |               |
| Alison Lewis               |               | Media         |               |
| Laura Brunow Miner         |               | Media         |               |
| Elizabeth Spiers           |               | Media         |               |
| Pim Techamuanvivit         |               | Media         |               |
| Liza Sabater               |               | Media         |               |
| Meredith Artley            |               | Media         |               |
| Angela Benton              |               | Media         |               |
| Shireen Mitchell           |               | Evangelists   |               |
| Shaherose Charania         |               | Evangelists   |               |
| Angie Chang                |               | Evangelists   |               |
| Allyson Kapin              |               | Evangelists   |               |
| Molly Holzschlag           |               | Evangelists   |               |
| Debbie Well                |               | Evangelists   |               |
| Cindy Padnos               |               | Evangelists   |               |
| Addison Berry              |               | Evangelists   |               |
| Susan Scrupski             |               | Evangelists   |               |
| Pamela Jones               |               | Evangelists   |               |
| Laura Fitton               |               | Evangelists   |               |
| Susan Wu                   |               | Gamers        |               |
| Jane McGonigal             |               | Gamers        |               |
| Nicole Lazzaro             |               | Gamers        |               |
| Shinyoung Park             |               | Gamers        |               |
| Kate Connally              |               | Gamers        |               |
| Annie Chang                |               | Gamers        |               |
| Trina Schwimmer            |               | Gamers        |               |
| Limor Fried                |               |               | Entrepreneurs |
| Prerna Gupta               |               |               | Entrepreneurs |
| Alexa Hirschfeld           |               |               | Entrepreneurs |
| Jennifer Hyman             |               |               | Entrepreneurs |
| Jennifer Fleiss            |               |               | Entrepreneurs |
| Julia Kaganskiy            |               |               | Entrepreneurs |
| Kellee Santiago            |               |               | Gamers        |
| Jessica Kahn               |               |               | Gamers        |
| Veronica Belmont           |               |               | Gamers        |
| Heather Kelley             |               |               | Gamers        |
| Erin Robinson              |               |               | Gamers        |
| Jennifer Aaker             |               |               | Brainiacs     |
| Rachel Sterne              |               |               | Brainiacs     |
| Cynthia Breazeal           |               |               | Brainiacs     |
| Natalie Jeremijenko        |               |               | Brainiacs     |
| Telle Whitney              |               |               | Advocates     |
| Sona Mehring               |               |               | Advocates     |
| Katrin Verclas             |               |               | Advocates     |
| Ory Okolloh                |               |               | Advocates     |
| Alisa Miller               |               |               | Advocates     |
| Nichole Goodyear           |               |               | Media         |
| Shira Lazar                |               |               | Media         |
| Chloe Sladden              |               |               | Media         |
| Heather Harde              |               |               | Media         |
| Rachelle Hruska            |               |               | Media         |
| Carolyn Leighton           |               |               | Executives    |
| Leslie Bradshaw            |               |               | Executives    |
| Cher Wang                  |               |               | Executives    |